# 中国国家一級博物館
国家一級博物館（こっかいっきゅうはくぶつかん）は、中華人民共和国国家文物局が認定する博物館の等級区分のひとつ。

## 概説
2008年2月から作業が始められ、29省から149館が推薦されて、専門家による審査が進められた。国際博物館の日にあたる同年5月18日、国内83の博物館が認定された。他の区分では、国家二級博物館171館、国家三級博物館288館がある。2008年に公共の博物館・記念館・愛国主義教育施設の入館料無料化の通知が出され、多くの博物館で無料開放が実施されている。2024年に第5期一級博物館認定が追加。

## 一覧
- 中央部門 - 故宮博物院、中国科学技術館、中国地質博物館、中国人民革命軍事博物館、中国航空博物館
- 北京市 - 首都博物館、北京自然博物館、中国人民抗日戦争紀念館、北京天文館、周口店北京人遺址博物館、北京魯迅博物館
- 天津市 - 天津博物館、天津自然博物館、周恩来鄧穎超紀念館
- 河北省 - 河北省博物館、西柏坡紀念館
- 山西省 - 山西博物院、中国煤炭博物館、八路軍太行紀念館
- 内蒙古自治区 - 内蒙古博物院
- 遼寧省 - 遼寧省博物館、九・一八歴史博物館、抗美援朝紀念館、旅順博物館
- 吉林省 - 吉林省自然博物館
- 黒竜江省 - 東北烈士紀念館、大慶鉄人王進喜紀念館、愛輝歴史陳列館
- 上海市 - 上海博物館、上海魯迅紀念館、中共一大会址紀念館
- 江蘇省 - 南京博物院、侵華日軍南京大屠殺遇難同胞紀念館（南京大虐殺記念館）、 南通博物苑、蘇州博物館、揚州博物館
- 浙江省 - 浙江省博物館
- 安徽省 - 安徽博物院
- 福建省 - 福建博物院、古田会議紀念館、泉州海外交通史博物館、廈門華僑博物院、中国閩台縁博物館
- 江西省 - 江西省博物館、南昌八一起義紀念館、井岡山革命博物館、瑞金中央革命根拠地紀念館
- 山東省 - 青島市博物館、中国海軍博物館、中国甲午戦争博物館、青州市博物館
- 河南省 - 河南博物院、鄭州博物館、洛陽博物館、南陽漢画館
- 湖北省 - 湖北省博物館、武漢市博物館、荊州博物館、辛亥革命博物館、辛亥革命武昌起義記念館
- 湖南省 - 湖南博物院、韶山毛沢東同志紀念館、劉少奇同志紀念館
- 広東省 - 広東省博物館、西漢南越王博物館、孫中山故居紀念館
- 広西チワン族自治区 - 広西チワン族自治区博物館
- 重慶市 - 重慶中国三峡博物館
- 四川省 - 広漢三星堆博物館、鄧小平故居陳列館、自貢恐竜博物館、成都武侯祠博物館、成都杜甫草堂博物館
- 貴州省 - 遵義会議紀念館
- 雲南省 - 雲南省博物館、雲南民族博物館
- 海南省 - 海南省博物館
- チベット自治区 -  チベット博物館
- 陝西省 - 陝西歴史博物館、秦始皇兵馬俑博物館、延安革命紀念館、西安碑林博物館、西安半坡博物館、漢陽陵博物館
- 寧夏回族自治区 - 固原博物館
- 新疆ウイグル自治区 - 新疆ウイグル自治区博物館